# Amphoe Kapho
Amphoe Kapho (thailändisch อำเภอ กะพ้อ) ist ein Landkreis (Amphoe – Verwaltungs-Distrikt) in der Provinz Pattani. Die Provinz Pattani liegt im Südosten der Südregion von Thailand am Golf von Thailand.

## Geographie
Benachbarte Landkreise und Gebiete sind (von Nordwesten im Uhrzeigersinn): die Amphoe Thung Yang Daeng und Sai Buri in der Provinz Pattani, Amphoe Bacho in der Provinz Narathiwat sowie Amphoe Raman in der Provinz Yala.

## Geschichte
Kapho wurde am 15. März 1982 zunächst als Unterbezirk (King Amphoe) eingerichtet, indem die drei südlichen Tambon vom Amphoe Sai Buri abgetrennt wurden. 
Am 4. November 1993 bekam Kapho den vollen Amphoe-Status.

## Verwaltung

### Provinzverwaltung
Amphoe Kapho ist in drei Unterbezirke (Tambon) eingeteilt, welche weiter in 22 Dorfgemeinschaften (Muban) unterteilt sind.
| Nr. | Name           | Thai        | Muban | Einw. |
| --- | -------------- | ----------- | ----- | ----- |
| 1.  | Karubi         | กะรุบี        | 9     | 5.657 |
| 2.  | Talo Due Raman | ตะโละดือรามัน | 6     | 4.669 |
| 3.  | Plong Hoi      | ปล่องหอย     | 7     | 6.836 |

### Lokalverwaltung
Jeder der drei Tambon wird von einer  „Tambon-Verwaltungsorganisation“ (TAO, องค์การบริหารส่วนตำบล) verwaltet.